# 鶯歌男童綁架案
鶯歌男童綁架案是在1998年7月20日發生在臺北縣鶯歌鎮（今新北市鶯歌區）的1起綁架案，兇手張增標因為負債問題，得知鄰居家家境富裕，因而萌生歹念，但是在囚禁男童過程中不慎將男童悶死，因此而毀屍滅跡。

## 犯罪背景
兇手張增標任職鑄造工廠工人長達15年，家裡有1個妻子名為張呂麗秀，因為聽信他人慫恿股票好賺，到處參與標會，再將標來的錢，全都投資於股票，希望能大賺1筆，不料卻血本無歸。因為投資的7、8百萬全都是借來的，在債主逼債的壓力下選擇鋌而走險。

## 事發經過
在1998年6月25日，這名兇手因為債務問題辭職。過了25天之後下午4點30分，兇手駕駛HU-9911三門自用小客車到地下停車場在車內思索如何要解決債務。過了30分鐘之後，他要前往3樓住處拿取電子記事簿時，他在1樓鐵門處看到陳昱捷，儘管當時，幼稚園老師把男童送到門口之後就離開。他在四處無人的情況下因此有了動機，這名兇手從男童之後摀住嘴巴，以環抱方式拖到地下停車場車內，拿出膠帶封眼與嘴，綑綁手腳之後置於後座，隨後駕車離開，往樹林鎮柑園方向行駛。因為在男童的幼稚園背包找不到任何聯絡方式，於是他就把背包丟棄到河濱公園，並且詢問電話。第1次未能聯絡到，兇手再來責問，他才獲悉了電話號碼。
晚間6點58分，他用自己的行動電話撥打給男童家中，並且要勒贖2,000萬元。在晚間8點，他在新竹縣關西休息站的公共電話撥打。晚間10點26分，他再次撥打電話。隨後到某日下午4點05分，陸續撥出了9通電話，最後贖金降為200萬元。在這段期間在樹林鎮5金行購買1桶10公升汽油桶，以備飲水使用，並且駕車往北二高三峽交流道南下。
晚間8點，抵達了新竹縣關西休息站，將車輛停在偏僻處，並且下車購買礦泉水給男童飲用，隨即駕車前往住在新竹市的姐姐，在當時兇手姊姊並不知道他已經犯下綁架案。晚間10點20分，他返回關西休息站枯坐下。
7月21日凌晨1點，他發現有警車巡邏，於是就把男童從後座塞到之後車箱，但是男童不斷用腳踢行李廂上端隔板求救，兇手在等巡邏車離開之後，將原本前綁的雙手改為反綁，將雙腳向前彎曲，用膠帶纏繞全身，以免防止掙扎與求救，再以不透氣的帆布袋套到肩部，然後放到之後車箱。
凌晨4點，從關西休息站出發，行經北二高，從鶯歌交流道下高速公路，在土城、板橋、樹林漫無目的地繞行。早上6點，駕車經過樹林鎮山區「13宮」附近，他見4下無人，把男童從後車廂抱出，餵食了2口礦泉水，在放回之後車廂。下午1點30分，在樹林鎮樹新路再次餵食礦泉水。
過了30分鐘之後，男童因為雙手雙腳反綁，被包裹在帆布袋內，他無法活動，因此缺氧而導致死亡。過了2個小時之後，他要前往板橋途中，他發現男童沒有動靜，在樹林鎮環河道路旁停車查看，發現男童已經被悶死。下午4點05分，兇手把車停在板橋火車站附近，再到府中街21號之前，以公共電話撥打到男童家裡勒贖，通話完畢之後他發現附近有警方埋伏，所以因此就沒有再連絡男童家屬。
晚間6點，在某處的永盛加油站購買10公升的汽油，並裝入先前買的汽油桶內。過了5個小時之後，兇手再次開往某處電線桿旁的空地，把男童屍體搬出之後，放置在空地，以汽油淋灑，然後點火燃燒，在燃燒過程中，他因為聽到狗叫聲，他以為有人，在燒完之前逃逸。
在1天之後凌晨2點，他把車停到鶯歌火車站之後站附近，然後他步行到住處。凌晨5點40分，有路人發現焦屍並且報警。上午8點，兇手在住處儲藏室休息，他疑似聽到門鈴聲，他立即躲進衣櫥內。傍晚5點，這名兇手被逮捕。
在2000年4月27日，台灣最高法院判處張增標死刑定讞，同年6月26日，因時任法務部長陳定南簽署執行死刑命令，隨後這名兇手在晚間台北看守所刑場槍決伏法。